# Itchy et Scratchy Land
Itchy et Scratchy Land (France) où Le Monde d'Itchy et Scratchy (Québec) (Itchy & Scratchy Land) est le 4e épisode de la saison 6 de la série télévisée d'animation Les Simpson (107e depuis le début).

## Synopsis
Les Simpson vont passer leurs vacances au parc d'Itchy et Scratchy. Au grand dam de Marge, elles ne seront pas de tout repos : pendant que Bart et Homer maltraitent les  employés déguisés en Itchy et en Scratchy, les robots du parc se détraquent et essaient d'assassiner les visiteurs.